# Fale milimetrowe
Fale milimetrowe (ang. EHF – Extremely high frequency) – zakres fal radiowych (pasmo radiowe) obejmujący częstotliwości: 30-300 GHz i długości 1-10 mm.
Stosowane w łączności satelitarnej, radiolokacji (radar), radioastronomii, ostatnio – w badaniach nad bronią elektromagnetyczną. 